# Quarume
Le quarume, pluriel quarumi en sicilien (pietanza calda, « mets chauds  »), italianisé en caldume, est un plat italien typique de la cuisine sicilienne des villes de Palerme et Catane.

## Description
Le quarume est un plat populaire « de rue » à Palerme et Catane. Littéralement, son nom signifie « mets chauds ».
Ce plat de la cuisine dite « pauvre » est généralement préparé dans la rue, cuit dans un chaudron par le quarumaru, et on les peut trouver pendant toute la journée sur les marchés ainsi que dans des points de vente en ville.
La préparation originale est exclusivement à base de viscères de veau bouillis dans un chaudron (quarara) avec oignons, carottes, céleri et persil. Les quarumi sont consommés chauds, assaisonnés de sel, poivre, huile et citron.